# 350.org
350.org — международная неправительственная экологическая организация, созданная с целью привлечь внимание широких слоёв общественности к антропогенному изменению климата и проблеме выброса в атмосферу огромных количеств углекислого газа CO2 — одного из парниковых газов.

## История
Организация основана американским экологом и публицистом Биллом Маккиббеном. Её название берёт своё начало из исследования учёного NASA Джеймса Хансена, который установил, что концентрация 350 ppm (частиц на миллион) оксида углерода (IV) в атмосфере — это безопасный верхний предел, выше которого неизбежны катастрофические изменения климата. К настоящему времени в атмосфере Земли зарегистрирована концентрация углекислого газа 392,04 ppm, что почти на 40 % выше концентрации CO2 в доиндустриальную эпоху, равнявшейся 278 ppm. Отметка 350 ppm была пройдена в 1988 году.
«350.org» преследует свои цели, посредством проведения различных экологических акций по всему миру. Наиболее масштабной на данный момент акцией стал Международный день климатических действий, отмечавшийся 24 октября 2009 года. В этот день было организовано 5245 различных мероприятий в 181 стране мира. Целью этой акции являлось требование, чтобы делегаты Конференции ООН по изменению климата (COP 15), прошедшей в декабре 2009 года в Копенгагене, добились договорённости о существенном снижении выбросов CO2.

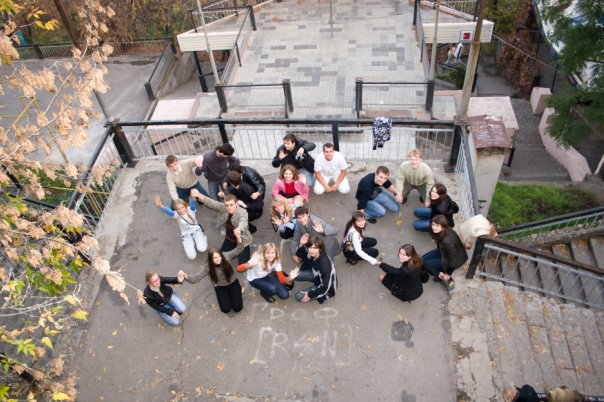
24.10.2009.
350.org в Таганроге (Россия)

В России 24 октября 2009 года Международный день климатических действий состоялся в Астрахани, Барнауле, Брянске, Владимире, Волгограде, Екатеринбурге, Краснодаре, Москве, Мурманске, Нижнем Новгороде, Перми, Санкт-Петербурге, Таганроге, Томске, Улан-Удэ, Чебоксарах и Челябинске.

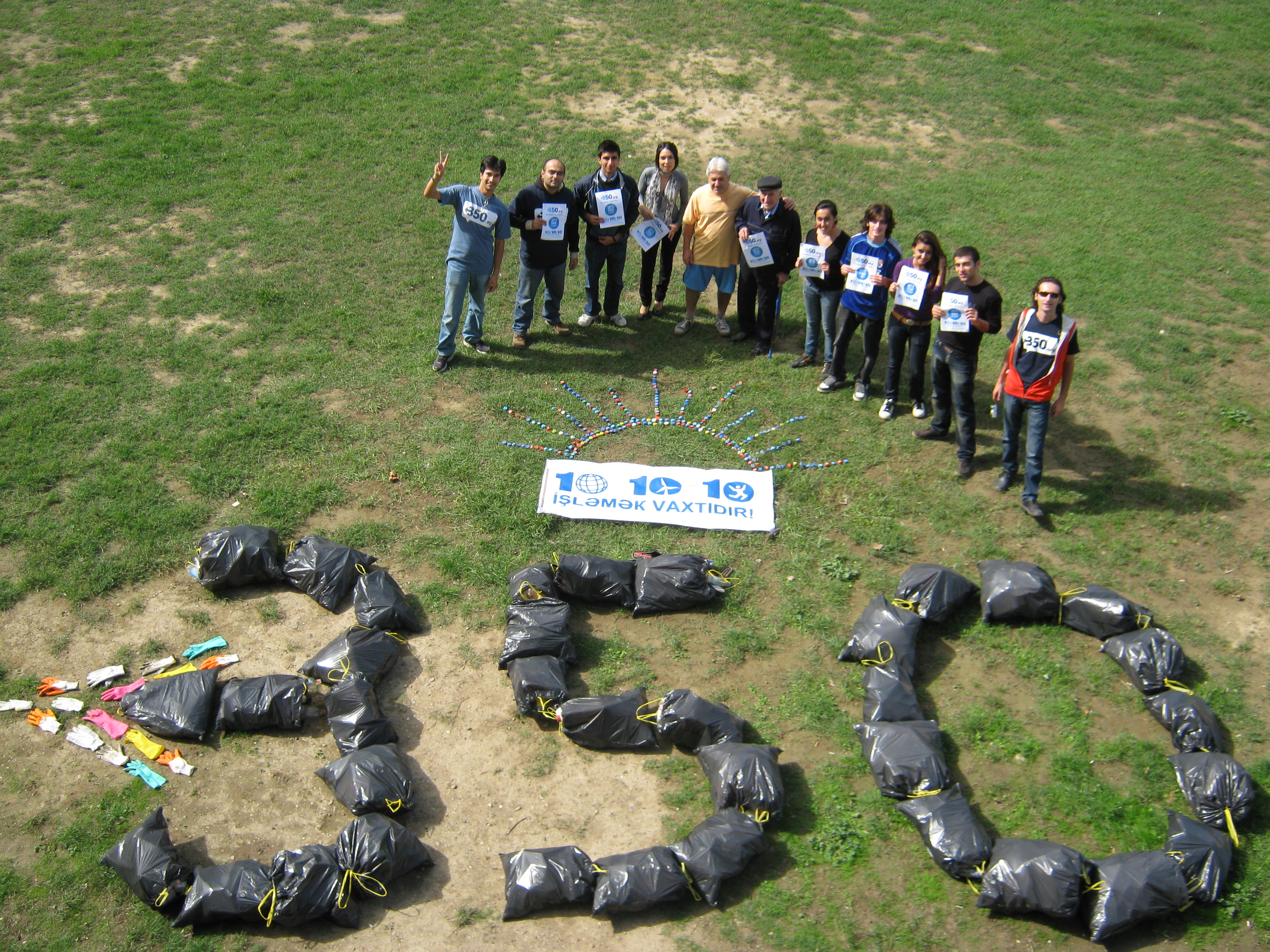
10.10.10.
350.org в Баку (Азербайджан)

Девиз 2010 года — «Приступаем к работе». Таким образом, организаторы не собираются ограничиваться только лишь привлечением всеобщего внимания к климатической проблеме. В рамках акции «Глобальный климатический воскресник» (10/10/10), которая состоялась 10 октября 2010 года, посредством тысяч различных экологических мероприятий по всему миру был внесён реальный вклад в решение текущих экологических проблем. Это были монтаж солнечных панелей, улучшение теплоизоляции зданий, установка ветряных турбин, высадка деревьев и мн.др.

## Кампания за вывод инвестиций
В 2012 году 350.org начала кампанию «Освободимся от ископаемых: нет инвестициям в ископаемое топливо!» Начало было положено серией поездок Билла Мак-Киббена по США с лекций «Займёмся математикой!» Кампания призывает колледжи и университеты, а также городские власти, религиозных учреждения, и пенсионные фонды вывести свои инвестиции из компаний, добывающих ископаемое топливо. 350.org поясняет, что логика  этой кампании проста: 
Если неправильно разрушать климат, то неправильно и получать прибыль от этого разрушения
—  350.org
 Требования кампании сформулированы следующим образом: «Мы хотим, чтобы любые новые инвестиции в ископаемое топливо были немедленно заморожены, а все средства, вложенные как в прямое владение, так и в смешанные фонды с вовлечённостью в бизнес на ископаемом топливе, были деинвестированы в течение 5 лет». К концу 2015 года эти требования поддержали на деле (полностью или частично) 517 организаций и 46 тыс. частных лиц, совокупно владеющие активами на сумму $ 3,4 трлн.